# Меркурьев, Станислав Петрович

Памятник на Комаровском кладбище

Станисла́в Петро́вич Мерку́рьев (28 апреля 1945, село Фёдоровка Кустанайской области — 18 мая 1993, Санкт-Петербург) — советский учёный, специалист в области математической и вычислительной физики, член-корреспондент Академии наук СССР (1987), академик Российской академии наук (1991). С 1986 года — ректор Ленинградского государственного университета.
Известен тем, что рекомендовал Владимира Путина мэру Санкт Петербурга Анатолию Собчаку в 1990 году как «исполнительного работника».

## Биография
В 1962 г. поступил на физический факультет ЛГУ, который окончил в 1967 г. (кафедра высшей математики и математической физики). Кандидатскую диссертацию защитил на тему «Третий вириальный коэффициент, матрица рассеяния и координатная асимптотика волновой функции для системы трёх частиц» (1971). В 33 года защитил докторскую диссертацию на тему «Теория рассеяния для системы трех частиц в конфигурационном пространстве» (1978). В 1982 г. стал профессором кафедры высшей математики и математической физики (1982—1984). В том же 1982 г. избран деканом физического факультета ЛГУ.
Согласно взглядам Меркурьева, «хорошая физика порождается хорошей математикой». На должности декана Меркурьев столкнулся с проблемой всеобщей компьютерной неграмотности студентов, вызванной дефицитом вычислительной техники. Будучи убеждённым в том, что без знания компьютерных технологий точные расчёты невозможны, приложил максимальные усилия, чтобы студенты осваивали компьютер. Вскоре пришёл к выводу, что специалистов по практическим расчётам следует готовить на кафедре высшей математики и математической физики. В 1984 г. организовал первую в СССР кафедру вычислительной физики и стал её заведующим. В состав кафедры вошли преподаватели и сотрудники кафедры общей физики № 1 и кафедры высшей математики и математической физики.
В 1986 г. учёный совет ЛГУ избрал Меркурьева ректором университета.
Заслуги Меркурьева в обновлении университетского образования отмечены избранием его в руководство Конференции ректоров Европы и вице-президентом Евро-Азиатской ассоциации университетов. В 1987 г. был избран членом-корреспондентом Академии наук СССР, а в 1991 г. — действительным членом АН СССР. Являлся почётным академиком Королевской Академии наук и искусств г. Барселона, почётным доктором ряда ведущих зарубежных университетов.

О его гигантской работоспособности знают все. Он мог держать в голове одновременно уйму дел, и при этом, в процессе работы над одним из них, продвигаться в решении других. На современном компьютерном языке это называется многозадачный процессор.
— С. Н. Манида, декан физического факультета ЛГУ в 1990-е годы
Меркурьев — автор более 150 научных работ, опубликованных на родине и за рубежом. Множество работ посвящено математической теории рассеяния.
В 1990—1991 гг. помощником проректора по международным связям Ю. В. Молчанова был будущий президент РФ Владимир Путин, впоследствии ректор Меркурьев рекомендовал способного и исполнительного помощника проректора мэру Санкт-Петербурга Анатолию Собчаку.
18 мая 1993 года на 49-м году жизни Станислав Меркурьев скоропостижно скончался от сердечного приступа. Похоронен на Комаровском кладбище.